# 劉成誦
刘成诵，直隶乐亭县人，清朝政治人物、同進士出身。
光绪二年丙子科（1876年），登進士。后分任刑部主事，归山西司，升郎中。